# Tagoropsis
Tagoropsis is een geslacht van vlinders uit de familie van de nachtpauwogen (Saturniidae).

## Soorten
- T. andriai Griveaud, 1964
- T. ankaratra Viette, 1954
- T. auricolor Mabille, 1879
- T. cincta Mabille, 1879
- T. dentata Griveaud, 1964
- T. dura Keferstein, 1870
- T. expansa (Darge, 2008)
- T. flavinata (Walker, 1865)
- T. fusicolor Mabille, 1879
- T. genoviefae Rougeot, 1950
- T. hanningtoni (Butler, 1883)
- T. hecqui Bouyer, 1989
- T. ikondae Rougeot, 1973
- T. kaguruensis (Darge, 2008)
- T. lambertoni Bouvier, 1927
- T. lupina Rothschild, 1907
- T. mbiziensis (Darge, 2008)
- T. monsarrati Griveaud, 1968
- T. mulanjensis (Darge, 2008)
- T. ornata Griveaud, 1964
- T. rostaingi Griveaud, 1964
- T. rougeoti Fletcher, 1952
- T. rubriflava Griveaud, 1964
- T. rubrufa Griveaud, 1964
- T. rungwensis (Darge, 2008)
- T. sabulosa Rothschild, 1907
- T. sogai Griveaud, 1964
- T. songeana Strand, 1911
- T. subrufa Griveaud, 1964
- T. vulpina Butler, 1882